# Sergio Mantovani
Sergio Mantovani, italijanski dirkač Formule 1, * 22. maj 1929, Milano, Italija, † 23. februar 2001, Italija.
Sergio Mantovani je pokojni italijanski dirkač Formule 1. Debitiral je v sezoni 1953, ko je nastopil le na domači in zadnji dirki sezone za Veliko nagrado Italije in zasedel sedmo mesto. V sezoni 1954 je dosegel svoji edini uvrstitvi med dobitnike točk, peti mesti na Velikih nagradah Nemčije in Švice. V sezoni 1955 je nastopil le na prvi dirki sezone za Veliko nagrado Argentine, kjer je zasedel sedmo mesto, nato pa je moral zaradi hude poškodbe na neprvenstveni dirki za Veliko nagrado Valentina predčasno končati kariero. Umrl je leta 2001.

## Popolni rezultati Formule 1
(legenda) (odebeljene dirke pomenijo najboljši štartni položaj, poševne pa najhitrejši krog, †-uvrščen kljub odstopu)
| Leto | Moštvo                    | Šasija         | Motor               | 1     | 2   | 3     | 4       | 5   | 6     | 7     | 8     | 9       | Prv | Toč |
| ---- | ------------------------- | -------------- | ------------------- | ----- | --- | ----- | ------- | --- | ----- | ----- | ----- | ------- | --- | --- |
| 1953 | Officine Alfieri Maserati | Maserati A6GCM | Maserati Straight-6 | ARG   | 500 | NIZ   | BEL     | FRA | VB    | NEM   | ŠVI   | ITA 7   | -   | 0   |
| 1954 | Officine Alfieri Maserati | Maserati 250F  | Maserati Straight-6 | ARG   | 500 | BEL 7 | FRA DNS | VB  | NEM 5 | ŠVI 5 | ITA 9 | ŠPA Ret | 16. | 4   |
| 1955 | Officine Alfieri Maserati | Maserati 250F  | Maserati Straight-6 | ARG 7 | MON | 500   | BEL     | NIZ | VB    | ITA   |       |         | -   | 0   |